# Cap d'Aguilar

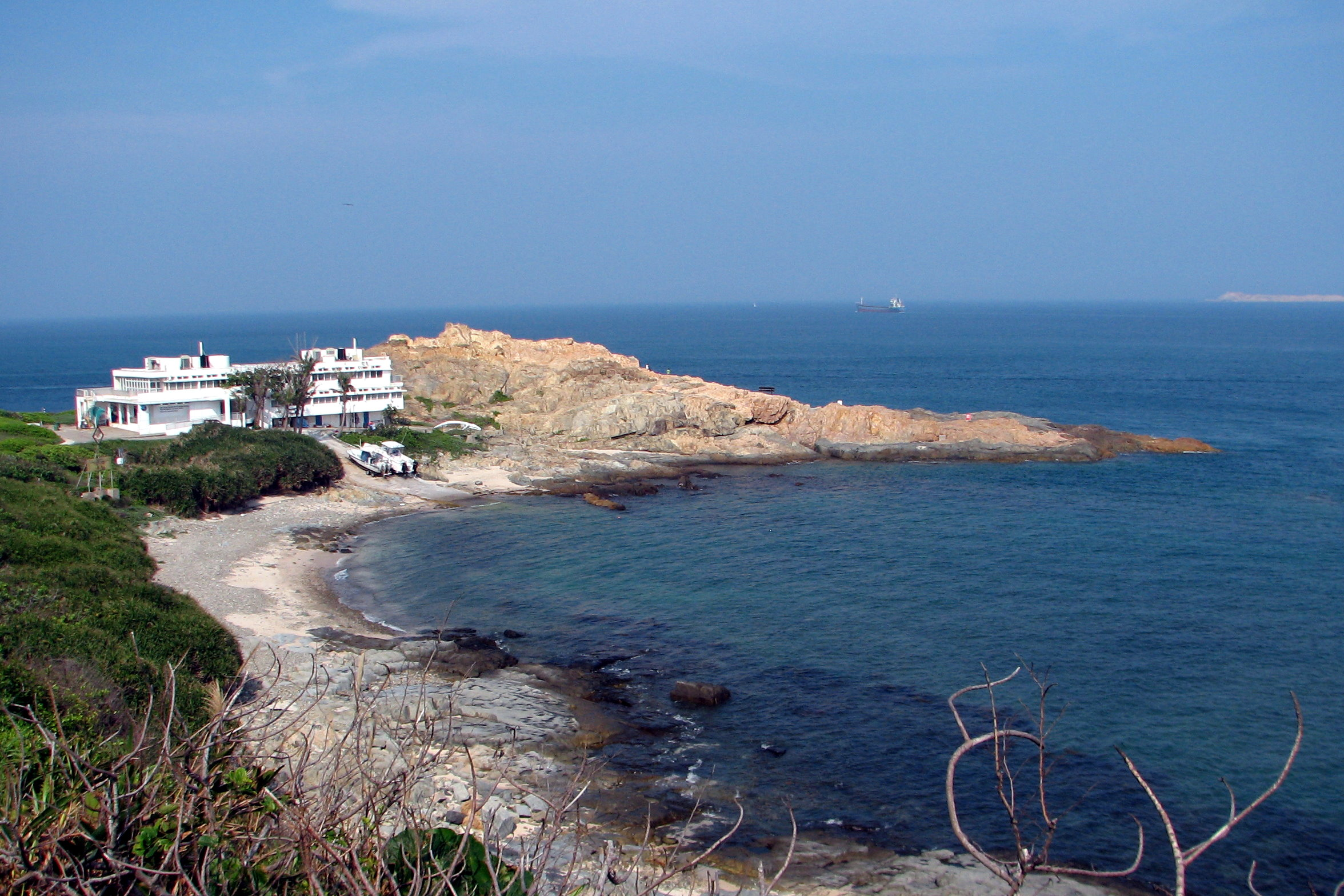
Cap D'Aguilar

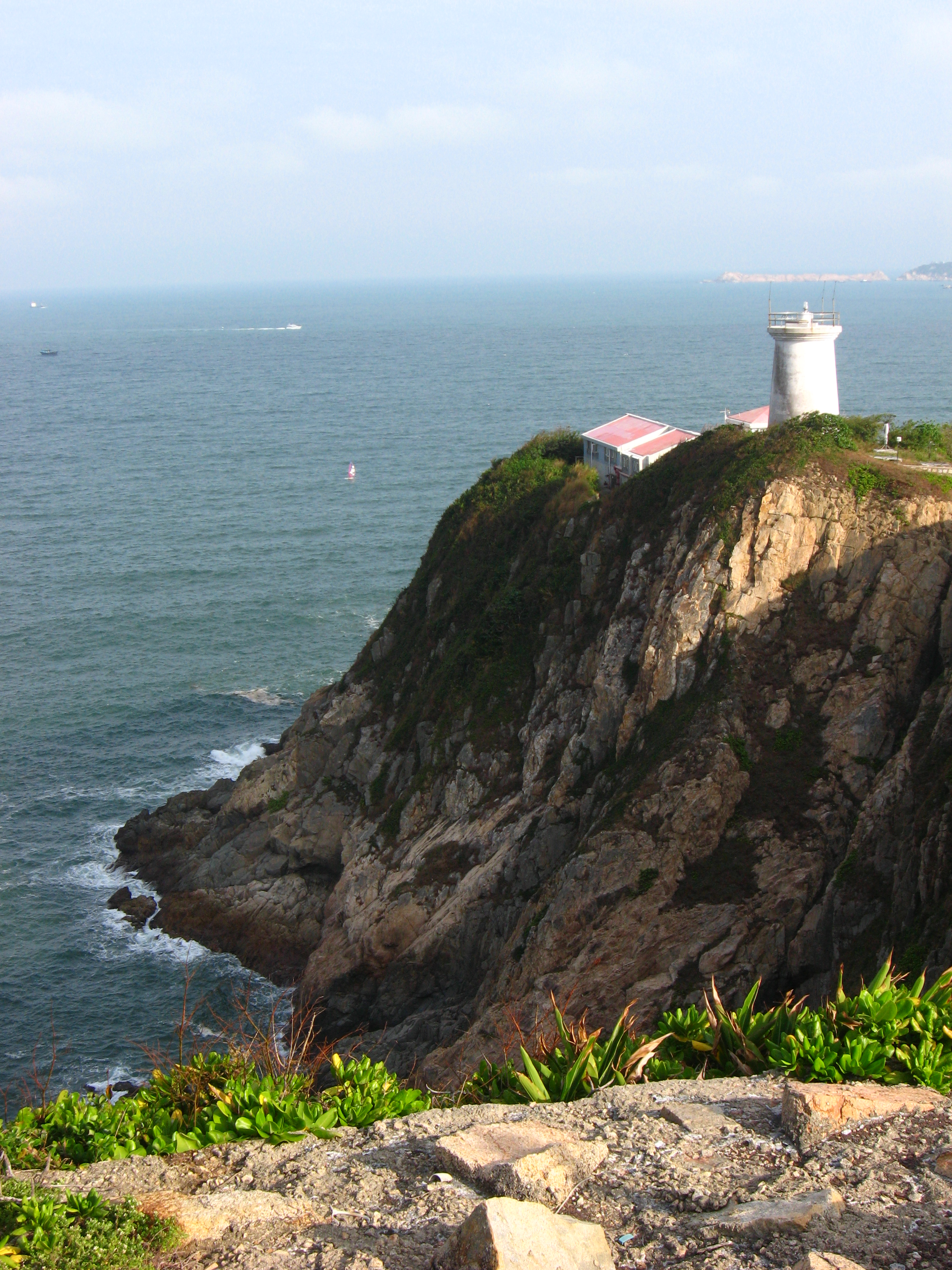
Le phare du cap d'Aguilar

Le cap D'Aguilar, aussi connu sous le nom de Hok Tsui, est un cap situé au sud-est de l'île de Hong Kong, plus précisément au sud de Shek O et du Cime D'Aguilar[pas clair]. La péninsule, dont le cap se trouve au côté est, porte le nom de Major-général George Charles D'Aguilar.

## Géographie
Il y a deux petites îles qui s'appellent les Kau Pei Chau (狗髀洲) dans le voisinage du sud du cap. Les eaux au sud du cap sont le Sheung Sze Mun (雙四門).

## Protection environnementale
Le Cap d'Aguilar a été désigné comme réserve marine, donc certaines activités humaines destructives sont interdites, y compris la pêche, la destruction des pierres et la natation.

## Phare du Cape D'Aguilar
Le Phare du Cape D'Aguilar a été déclaré monument historique. Il est le phare le plus vieux de la ville et l'un des cinq phares survivants qui ont été construits après la Deuxième Guerre mondiale. Deux des cinq autres phares se trouvent sur l'île Verte tandis que les autres se trouvent au Cap D'Aguilar, sur l'île Waglan et sur  Tang Lung Chau. Le Phare de Waglan et le Phare de Tang Lung Chau ont aussi été déclarés monuments historiques.